# 佐々木多門

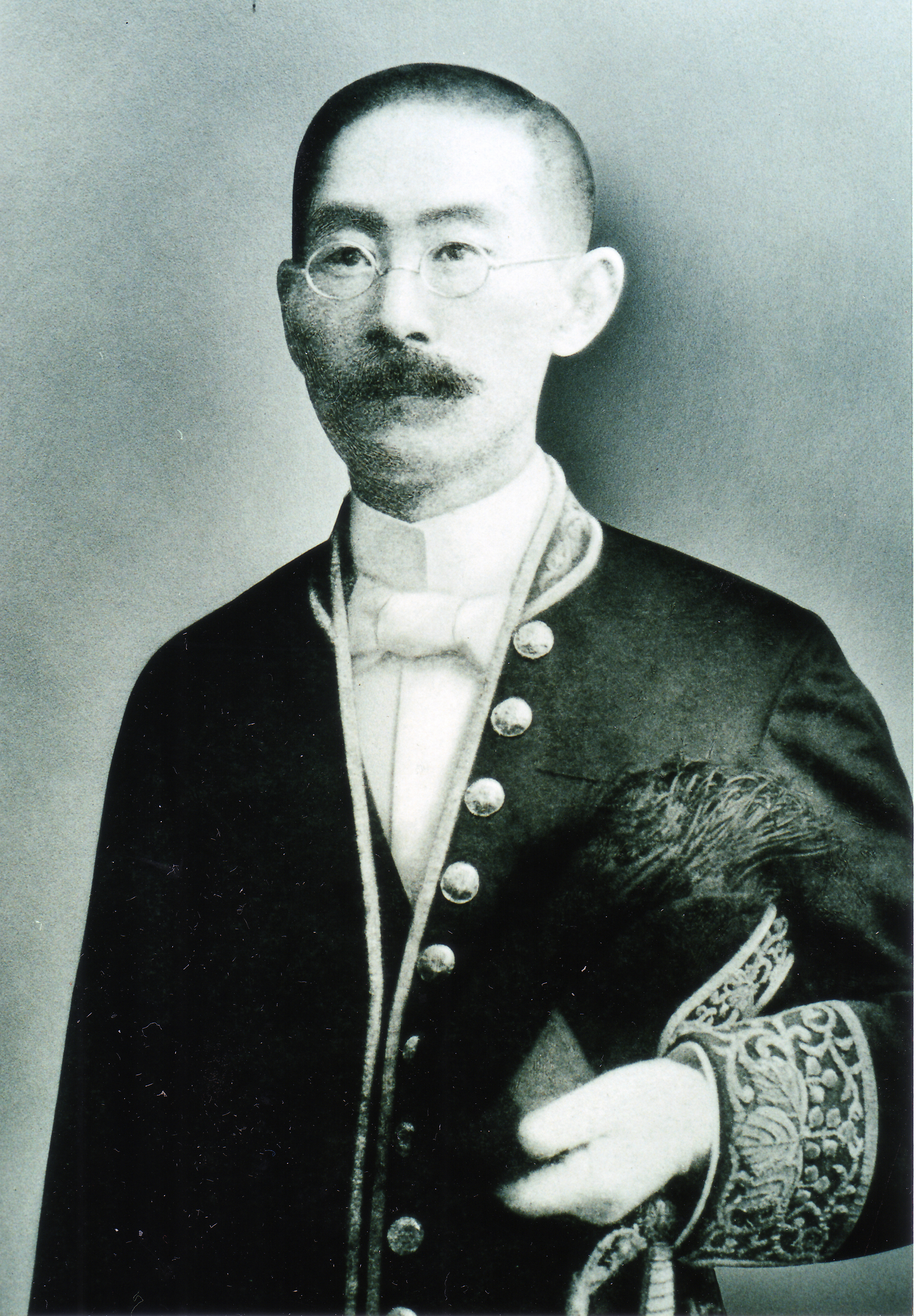
英紙「タイムズ」東京通信員、高橋是清・床次竹二郎の政策顧問を務めた佐々木多門

佐々木 多門（ささき たもん、慶応2年4月3日（1866年5月17日） - 1937年（昭和12年）12月3日は、日本の銀行家、経済学者。高橋是清と床次竹二郎の私設顧問を務める一方で、イギリスの有力紙「タイムズ」東京通信員（1921年 - 1937年）として数多くの論説を執筆した。

## 人物
東京帝国大学法科大学で経済学を修めた。第二高等学校で教鞭を執っていた時に、日本銀行副総裁を務めていた高橋是清にその経済に関する専門性と英語力を評価されて日銀に招聘されて手腕を振るった。高橋是清が第1次山本内閣で蔵相に就任してからは、その後およそ23年間にわたって私設顧問を務めた。また、日本人として初めて海外主要紙の通信員（イギリスの有力紙「タイムズ」の東京通信員）となり、日本の政治、経済に関する論説記事を世界へ発信した。特に満州事変以降、国際世論が日本に対して厳しい論調を強めていく中、紙面において切実な日本の立場を主張した。また、日増しに勢いを強めていく軍国主義勢力に対しては痛烈に批判を浴びせ、国内の良識人の意見を代弁した。当時、日本人の書いた記事が海外主要紙に掲載されることは極めて稀なことであったが、多門は「タイムズ」に自分のコラムを構え、実に10年以上の長きにわたって日本の実情を世界に伝えた。その英文は、英国人文学者をして「秀逸」と言わしめた。

## 経歴
1881年（明治14年）、大学予備門への進学を目指して上京した多門は、薩摩人のいじめと津軽弁コンプレックスに遭い、当時通っていた予備校・共立学校（校長・高橋是清）を辞めて、いったん帰郷した。
英気を養い再び上京した多門は、外国人居留地のあった築地に通いつめて独学で英語を習得。その際にカナダ・メソジスト教会の宣教師たちと親交をもち、1884年（明治17年）、彼らの運営する東洋英和学校（現：麻布中学校・高等学校）に1期生として入学した。
そこで抜群の成績を修めた多門は、1888年（明治21年）、東京帝国大学法科大学政治学科に進学し、金井延に師事して経済学を修めた。帝大時代には東洋英和学校の教壇に立ち、そこで内村鑑三の面識を得て意見交換する仲となった。また、高田畊安と大西祝が創設した“帝大基督教青年会”の草創期のメンバーに名を連ね、キリスト教の活動に奔走した。
帝大卒業後は、同志社（1892年）、奈良県尋常中学校（現：奈良県立郡山高等学校）（1894年）で教壇に立ち、1897年（明治30年）には第二高等学校に移った。二高での教え子には、吉野作造、金田一京助、結城豊太郎等がいる。特に大正デモクラシーの立役者・吉野は、進路選択の際に多門の影響を強く受けている。
1904年（明治37年）、新進気鋭の経済学者として知られるようになった多門は、日本銀行副総裁を務めていた高橋是清に経済に関する知識と英語力を買われて日銀に招聘された。日銀では調査統計機関の最高権威、調査局に所属し、そこで「英語の総大将」として活躍。欧米の日本経済に対する偏見を払拭するために日銀が請け負ったプロジェクト『The Recent Economic Development of Japan』の編纂にあたっては、プロジェクト・リーダーとして英文を執筆した。同書は日本経済の全てを網羅した大作として世界中で好評を博し、英国紙The Timesは、「日本経済に関する最も有益且つ百科事典のような書物」（1916年2月18日付）と賛辞をおくった。
多門は高橋是清と床次竹二郎の私設顧問にも就任し、「陰の是清」、「床次の懐刀」とも呼ばれた。両者から絶大な信頼を寄せられた多門だが、不仲の大物政治家の間に挟まれて、その関係を調整するのに苦労した。
1920年代初頭からは、日本人として初めて海外主要紙の通信員となり、The Timesに日本の政治、経済に関する論説記事を執筆した。当時、タイムスに執筆を依頼されるということは、世界でも指折りの文筆家である証だった。
一番の語り草は満州事変後に書いた論説「THE JAPANESE VIEW／VITAL CLAIMS IN MANCHURIA／A PLEA FOR PATIENCE」（1932年12月1日付）。切実な日本の立場を主張したその記事は、連盟の調査団長リットンが連盟主催の晩餐会で話題にするなど、各国議会でも取り上げられた。また、他の論説では国内の国家主義、軍国主義勢力に対しては痛烈に批判を浴びせ、その結果、軍関係者が家に貼り付くようになった。

## 年譜
- 1866年（慶応2年）：5月17日（旧暦4月3日）、陸奥国津軽郡（現：青森県東津軽郡平内町小湊）の山伏修験道「日光院」佐々木家の13代目として出生。
- 1879年（明治12年）：地元の公立小湊小学校を卒業し、青森県師範学校に入学する。
- 1881年（明治14年）：東京外国語学校より派遣されていた青森県師範学校の校長・藤田利勝に才能を見い出されて上京する。
- 1883年（明治16年）：築地橋でカナダ・メソジスト教会の宣教師デビッドソン・マクドナルドと出会う。
- 1884年（明治17年）：マクドナルドとの出会いを縁に東洋英和学校（現：麻布中学校・高等学校）に第1期生として入学する。
- 1886年（明治19年）：麻布教会で小林光泰牧師から洗礼を受ける。
- 1888年（明治21年）：経済学を学ぶために帝国大学法科大学政治学科に入学する。
- 1890年（明治23年）：高田畊安と大西祝が創設した帝大基督教青年会の草創期の会員となる。
- 1891年（明治24年）：帝国大学法科大学政治学科を卒業する。
- 1892年（明治25年）：カナダ・メソジスト教会の大演説家ジョージ・カックランの通訳を務める。同志社普通学校の英語科及歴史科の教授ならびに同志社政法学校の帝国憲法及万国商業史の講師となる。
- 1894年（明治27年）：校長であり友人の正木直彦に招かれ、奈良県尋常中学校（現：奈良県立郡山高等学校）に移る。宇佐八幡宮神職・清永公敬の娘・キミエと結婚する。
- 1897年（明治30年）：澤柳政太郎に招かれ、第二高等学校 (旧制)の英語教授となる。
- 1898年（明治31年）：吉野作造に経済学の個別指導をする。
- 1899年（明治32年）：文部省に「中等教育に経済学を設置すべし」の意見を述べる。
- 1900年（明治33年）：第二高等学校に英語教授として赴任してきた土井林吉（晩翠）と親交を深める。
- 1901年（明治34年）：第二高等学校法学及経済科主任となる。フレデリック・アロー著『経済学教科論』と、リチャード・イーリー著『最近十年間に於ける経済学説』を編訳出版する。
- 1904年（明治37年）：日本銀行副総裁の高橋是清に請われ、日銀に入行。日銀の海外代理店監督役（ロンドン・ニューヨーク）の担当となる。
- 1907年（明治40年）：日銀理事・木村清四郎と共におよそ半年にわたって海外視察に出る。アメリカでセオドア・ルーズベルト大統領と公式会見する。近代経済学を日本に紹介した先駆的書物『経済学派比較評論』を上梓する。
- 1911年（明治44年）：床次竹二郎の国際政治・経済顧問となり世間からは「床次の懐刀」と呼ばれる。
- 1912年（明治45年）：床次とともに、神道・仏教・キリスト教の関係者が一堂に会する三教会同（三大宗派会同）を実現し、欧米の新聞に「前古未曾有のこと」とそのリベラルな姿勢を讃えられる。
- 1913年（大正2年）： 高橋是清が蔵相に就任するとともに高橋の国際政治・経済顧問となる。
- 1915年（大正4年）： 日銀から、英文で書き下ろした『The Recent Economic Development of Japan』を上梓する。イギリスの有力紙「タイムズ」が同書について「日本に関する最も有益、かつ百科事典のような書物」という書評を載せる。日銀調査局の「英語の総大将」として世に知られるようになる。
- 1921年（大正10年）：「タイムズ」の東京通信員となる
- 1923年（大正12年）：関東大震災後、一戸兵衛と協力して東京青森県人会として募った寄付金50万円を東京市に寄付する。
- 1926年（大正15年）：日銀を退職し、嘱託となる。高橋是清からは私設顧問料として日銀在職時と同額の報酬を提示される。
- 1927年（昭和2年）：金融恐慌に対応するために、高橋是清とともに連日対応策を練る。貴族院で震災手形救済法案が通過するよう阪谷芳郎を説得する。
- 1928年（昭和3年）：金融恐慌の際の陰の活躍が認められ、学士会理事長だった阪谷芳郎の誘いで学士会の客員となる。
- 1929年（昭和4年）：「タイムズ」に満州における日本の立場について寄稿し始める。
- 1930年（昭和5年）：自宅庭園「無求荘」が、野口雨情、村岡花子、都築益世をはじめとする数々の詩人、政治家、教育者の憩いの場となる。
- 1931年（昭和6年）：日本興業銀行総裁・河上弘一に請われ興銀の相談役となる。
- 1932年（昭和7年）：前年の12月に蔵相として金輸出再禁止を決定した高橋是清とともに、その後の対応策を練る。「タイムズ」の特別論説「The Japanese View / Vital Claims in Manchuria / A Plea for Patience」が世界的な反響を呼び、国連総会でも話題になる
- 1933年（昭和8年）：「タイムズ」の論説をめぐって、頭山満（玄洋社総帥、アジア主義者）や荒木貞夫（陸相）など国家主義者が頻繁に自宅を訪れるようになる。
- 1936年（昭和11年）：二・二六事件で高橋是清が暗殺される。高橋亡き後の多門は精気を失い、病気が加速する。
- 1937年（昭和12年）：病気のため「タイムズ」への寄稿を11月で終了。12月3日死去、満72歳。

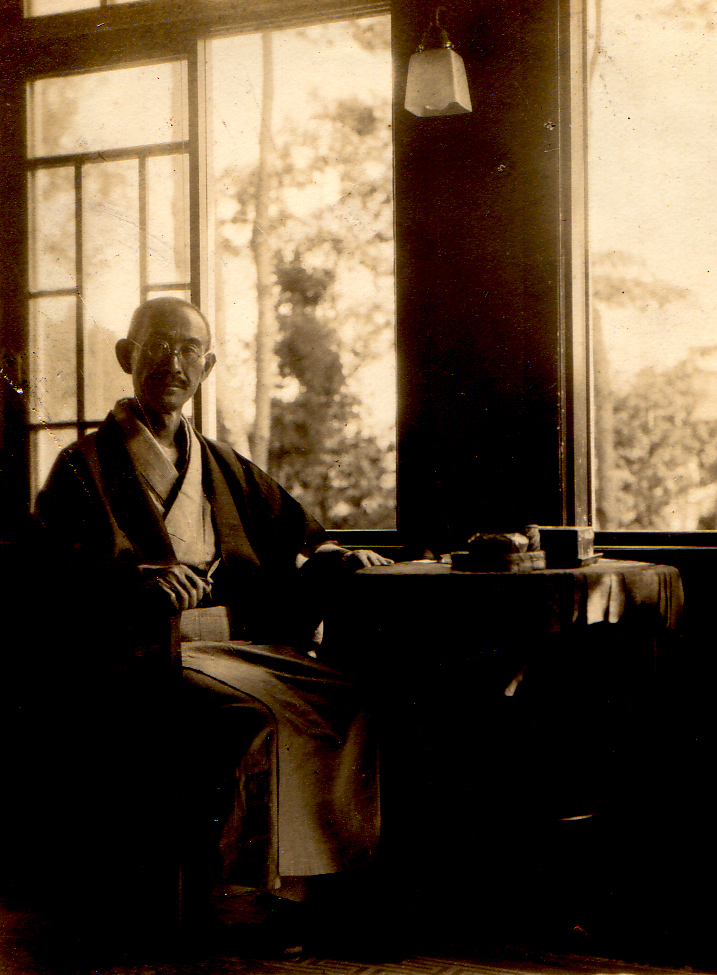
1930年、自宅の書斎にて撮影

## 栄典
- 1897年（明治30年）11月30日 - 従七位[1]

## 逸話
- イギリスの有力紙「タイムズ」は、多門が寄稿していた頃は、世界で最も権威のあるクオリティ・ペーパーと評され、世界の言論界をリードしていた。
- 高橋是清は、多門の論文が「タイムズ」に掲載されるのを楽しみにしており、掲載後には必ず感想を寄せていた。
- 多門は紅茶を愛飲しており、経済界やキリスト教関係者の間では「紅茶博士」の「紅茶哲学」は有名だった。是清は自身を訪問してくる客人に実力不足を認めると、「紅茶博士の紅茶哲学を勉強してきなさい」と言った。
- 多門は、反目し合う高橋是清と床次竹二郎の間を取り持とうと努力するが、床次の度重なる心変わりに何度も煮え湯を飲まされた。
- 佐々木・高橋・床次は、それぞれ文箱を介して頻繁に手紙のやり取りをしており、それらの文箱は現在も残されている。
- 高橋が海外の有力者（シャンド、ラモント、ウォーバーグ等）に送った私的な手紙は、ほぼ多門が「是清」として代筆しており、多門はまさに「陰の是清」ともいうべき存在であった。

## 著作
- 『経済学教科論』（ウィスコンシン大学教頭博士リチャード・イーリー著、佐々木多門訳、1901年、東京吉川半七蔵版、絶版、国立国会図書館所蔵）
- 『最近十年間に於ける経済学説』（フレデリック・アロー著、佐々木多門訳、1901年、東京吉川半七蔵版、絶版、国立国会図書館所蔵）
- 『経済学派比較評論』（佐々木多門著、1907年、六盟館、絶版、国立国会図書館所蔵）
- 『The Recent Economic Deveopment of Japan』（The Bank of Japan、1915年）
- 『日本銀行の沿革（英語版）』（The Bank of Japan、1921年）